# Business process outsourcing
 (novembre 2014).
Si vous disposez d'ouvrages ou d'articles de référence ou si vous connaissez des sites web de qualité traitant du thème abordé ici, merci de compléter l'article en donnant les références utiles à sa vérifiabilité et en les liant à la section « Notes et références ».
Pour les articles homonymes, voir BPO.
Le business process outsourcing (BPO), ou externalisation des processus métier, est l'externalisation d'une partie de l'activité de l'entreprise vers un prestataire extérieur, un sous-traitant, privilégiant notamment un accroissement de flexibilité .
Dans le domaine des ressources humaines par exemple, on fait généralement appel à un spécialiste à qui on confie une ou plusieurs fonctions telles que la paie, la gestion du temps, la formation, etc. Quoi qu'originellement opposé il peut éventuellement s'agir de solutions ASP hébergées, comme le recrutement ou la gestion des compétences. On retrouve le BPO dans bien d'autres domaines, comme les centres d'appel, l'affacturage et les services de facturation externes, la comptabilité, le marketing, le support technique, le service après-vente, la logistique.
Les programmes de business process outsourcing sont devenus depuis la fin des années 1990, l'une des principales initiatives (i.e. grands projets) de transformation des grandes entreprises dans le monde, après la vague de transformation des systèmes d'information (portée notamment par la mise en œuvre des ERP dans les années 1980-90), puis les programmes de réingénierie des processus métier consistant à privilégier la gestion par « processus » plutôt que par « fonction » dans l'entreprise (seconde moitié des années 1990-2000).
L'utilisation d'un BPO par opposition à un fournisseur de services d'applications (ASP) signifie généralement qu'un certain degré de risque est transféré à la société qui met en place le processus d'externalisation. BPO comprend le logiciel, la gestion des processus, et le personnel nécessaire pour faire fonctionner le service, tandis qu'un modèle ASP typique comprend seulement la fourniture de l'accès aux fonctionnalités et les fonctionnalités fournies généralement par l'intermédiaire d'un navigateur web pour client.
Le BPO est largement tributaire des technologies de l'information.